# Murda Muzik
Murda Muzik (с англ. — «Музыка для убийства») — четвёртый студийный альбом американского хип-хоп-дуэта Mobb Deep, выпущенный 17 августа 1999 года на лейбле Loud Records.
В записи альбома приняли участие рэперы Big Noyd, Chinky, Cormega, Lil' Cease, 8Ball, Raekwon, Infamous Mobb, Kool G Rap, Nas и Lil' Kim. Альбом был спродюсирован Havoc'ом при содействии Prodigy, The Alchemist, T-Mix, Buddah, Epitome, Shamello и Jonathan «Lighty» Williams.
Это самый коммерчески успешный альбом дуэта на сегодняшний день, который был продан тиражом более 1 миллиона экземпляров в Соединённых Штатах и был сертифицирован RIAA как «платиновый» спустя два месяца после выхода, 26 октября 1999 года. Murda Muzik также получил положительные отзывы от The Source и Allmusic. Одновременно была выпущена «чистая» версия альбома под названием Mobb Muzik.
Альбом дебютировал на 3 месте в чарте Billboard 200 и 2 месте в чарте Top R&B/Hip-Hop Albums в американском журнале Billboard. Альбом также достиг 81 места в чарте UK Albums Chart в Великобритании.
Альбом содержит три сингла, которые попали в чарты журнала Billboard: «Quiet Storm», «It’s Mine» (feat. Nas) и «U.S.A. (Aiight Then)». Песня «Quiet Storm» оказалась самой успешной на альбоме: она заняла 97 место в списке «100 лучших песен в жанре R&B и хип-хоп за 1999 год» в журнале Billboard. В журнале XXL песня «Quiet Storm» заняла 107 место в списке «250 величайших хип-хоп-песен 90-х» и 11 место в списке «50 величайших песен Mobb Deep», где ремикс на песню занял 2 место.

## Об альбоме
Релиз Murda Muzik изначально планировался на начало 1999 года, но Loud Records поменял дистрибьюторов из RCA Records на Columbia Records. Murda Muzik был отложен, пока эта сделка не была завершена. В течение этого времени альбом был широко распространён бутлегерами, и Mobb Deep пришлось записывать новые песни, чтобы фанаты всё равно покупали альбом. Дуэт записал 5 новых песен:
- «Spread Love»
- «I’m Going Out» (при участии Lil' Cease)
- «Can’t Fuck Wit» (при участии Raekwon)
- «It’s Mine» (при участии Nas)
- «Quiet Storm (Remix)» (при участии Lil' Kim)

Эти песни заменили ранее записанные треки.

## Бутлег-треки
Murda Muzik просочился на рынок бутлегеров в начале 1999 года. На бутлег-версии альбома были следующие треки, которые не попали на окончательный вариант.
Полные треки:
- «Feel My Gat Blow»
- «Thrill Me» (featuring Big Noyd)
- «3 The Hard Way» (featuring Big Noyd) = также называется «You Fuckin’ Wit» и «3 From NYC»
- «This One» (featuring Big Noyd) = также называется «Pyramid Points»
- «Perfect Plot» (featuring Big Noyd) = также называется «Mobb Coming Thru» и «We Got The Drop»
- «Pile Raps» = также называется «Power Rap»
- «Nobody Likes Me»
- «Shiesty» (featuring Big Noyd) = также называется «Fuck That Bitch»
- «QB Meets Southside» (featuring Sticky Fingaz and X1)

Ремиксы на песни с официального альбома:
- «Deer Park» (feat. Cormega) («What’s Ya Poison» with intro) = также называется «How You Want It»
- «Hoe Gonna Be a Hoe» with intro
- «Streets Raised Me» (OG Mix) (также называется «That True Shit») = припев звучит по-другому. Также, предположительно, есть версия, где дети поют припев.
- «Street Kingz» (featuring Nas) = «U.S.A. (Aiight Then)» с куплетом Nas’а. Лейбл Columbia не хотел платить Nas’у за две песни. Им пришлось вырезать его куплет из песни «U.S.A. (Aiight Then)», поскольку он также появляется в песне «It’s Mine».
- «White Lines» («Quiet Storm» without Havoc on the hook). Prodigy говорил между куплетами, песня была отмастерована таким образом, что этот разговор звучал так, как будто он говорил из мегафона.
- «Thug Muzik» = Имеет куплет Майка Делореана из «Bars & Hooks» вместо Prodigy.
- «Murda Muzik» = Более длинный трек с последним куплетом от Prodigy, который в конечном итоге оказался в Thug Muzik в официальной версии. Есть также версия без этого последнего куплета, но вместо этого фристайл от Cormega.

## Приём критиков
| Оценки критиков      | Оценки критиков |
| Источник             | Оценка          |
| -------------------- | --------------- |
| AllMusic             | [ 9 ]           |
| Entertainment Weekly | C+              |
| RapReviews           | 8.5/10          |
| Robert Christgau     | B−              |
| The Source           | [ 13 ]          |
| Spin                 | 8/10            |

Murda Muzik получил положительные отзывы от музыкальных критиков. M.F. DiBella из AllMusic присвоил альбому три с половиной звезды из пяти, добавив «После трёхлетнего перерыва и многочисленных откатов даты релиза, Mobb Deep снова приступили к работе с мрачным релизом Murda Muzik. Дуэт, известный своей смертоносной реалистичностью и бесконечно тёмными, но в то же время движущимися битами, а также своей суровой и безжалостной криминальной лирикой, продолжил свою мрачную одиссею своей четвёртой работой. Murda Muzik, выпущенный на фоне столь разветвлённого продукта, является спорным шедевром эпохи Puffy и Master P. Mobb Deep однажды описал их музыку как звучание гипнотической жизни бандитов. Точное описание, потому что их музыка — это больше, чем просто пистолеты и курение травы, она охватывает общее чувство страха и ужаса, зло в человеческих сердцах и борьбу за добро в садах отходов. Музыка Мобб может заставить тебя плакать, может напугать, усилить внутреннюю ярость; её глубина учитывает диапазон эмоциональных реакций. На этом альбоме основной продюсер Havoc достиг высокого уровня мастерства в своих продакшн-работах, по-настоящему фирменный стиль глубоких басовых грувов, пронзительных органов, ледяных снэров, мелодических семплов и преследующих оркестровых фрагментов. Каждая песня создаёт своё собственное настроение, будь то призыв прекратить насилие в „Spread Love“ или призыв к полноценной жизни в „I’m Goin' Out“. Гостевые участия от Raekwon, Lil' Kim, Lil' Cease, Cormega, Kool G. Rap, Eightball и Infamous Mobb добавляют текстуру к уже взрывным трекам. В целом альбом лучше всего можно охарактеризовать как настоящее ухо- и головокружительное удовольствие и боль. Альбом повлияет на вас, проникнет под вашу кожу, заставит вас прийти в себя, а затем спасёт вас. Murda Muzik — это полноценный альбом и обновление истинного хардкор движения.».
В своём обзоре для The Village Voice редактор Роберт Кристгау оценил альбом на «B-» описал альбом как «Оружие, деньги, девушки, автомобили, наркотики, драгоценности, одежда, драки, убийства, боро, здания, болезни, стресс, детективы». А потом: «Достоверная реальность». Да правильно".

## Список композиций
| №   | Название                                            | Продюсер(ы)                       | Длительность |
| --- | --------------------------------------------------- | --------------------------------- | ------------ |
| 1.  | «Intro»                                             |                                   | 0:44         |
| 2.  | «Streets Raised Me» (при участии Big Noyd и Chinky) | Havoc                             | 4:33         |
| 3.  | «What's Ya Poison» (при участии Cormega)            | Havoc                             | 3:45         |
| 4.  | «Spread Love»                                       | Havoc                             | 4:04         |
| 5.  | «Let a Ho Be a Ho»                                  | Havoc                             | 3:35         |
| 6.  | «I'm Going Out» (при участии Lil' Cease)            | Havoc                             | 3:45         |
| 7.  | «Allustrious»                                       | Havoc                             | 4:09         |
| 8.  | «Adrenaline»                                        | Havoc                             | 4:42         |
| 9.  | «Where Ya From» (при участии 8Ball)                 | T-Mix                             | 4:02         |
| 10. | «Quiet Storm»                                       | Havoc                             | 4:25         |
| 11. | «Where Ya Heart At»                                 | Havoc                             | 4:27         |
| 12. | «Noyd Interlude»                                    |                                   | 0:19         |
| 13. | «Can't Fuck Wit» (при участии Raekwon)              | Havoc                             | 4:12         |
| 14. | «Thug Muzik» (при участии Infamous Mobb и Chinky)   | The Alchemist                     | 4:34         |
| 15. | «Murda Muzik»                                       | Havoc                             | 4:11         |
| 16. | «The Realest» (при участии Kool G Rap)              | The Alchemist                     | 4:27         |
| 17. | «U.S.A. (Aiight Then)»                              | Epitome, Shamello, Buddah         | 4:04         |
| 18. | «It’s Mine» (при участии Nas)                       | Havoc, Prodigy                    | 4:24         |
| 19. | «Quiet Storm (Remix)» (при участии Lil' Kim)        | Havoc, Jonathan «Lighty» Williams | 4:04         |

## Семплы
Intro
- «Crime Inc. Theme» by Giles Swayne
- содержит отрывок из речи Рональда Рейгана[15]

Adrenaline
- «Ballad Of The Decomposing Man» by Steve Hackett

Where Ya Heart At
- «Fear» by Sade

It’s Mine
- «The Boy Is Mine» by Brandy & Monica (interpolation)
- «Scarface Cues» by Giorgio Moroder

Quiet Storm
- «White Lines (Don’t Do It)» by Grandmaster Melle Mel
- «A Quiet Storm» by Smokey Robinson

The Realest
- «Born to Lose» by Ecstasy, Passion & Pain

I’m Going Out
- «Farewell» by Miklos Rozsa

Thug Muzik
- «Japanese Music Box (Ituski No Komoriuta)» by George Winston

What’s Ya Poison
- «1000 Rads» by David Axelrod

Where Ya From
- «The Champ» by The Mohawks

Quiet Storm (Remix)
- «10% Dis» by MC Lyte

## Чарты

### Еженедельные чарты
| Чарт (1999)                            | Высшая позиция |
| -------------------------------------- | -------------- |
| Канада (Canadian Albums Chart)         | 6              |
| Нидерланды (Album Top 100)             | 63             |
| Германия (Offizielle Top 100)          | 67             |
| Великобритания (UK Albums Chart)       | 81             |
| США (Billboard 200)                    | 3              |
| США (Billboard Top R&B/Hip-Hop Albums) | 2              |

### Итоговые годовые чарты (альбом)
| Чарт (1999)                          | Позиция |
| ------------------------------------ | ------- |
| Top Billboard 200 Albums (Billboard) | 136     |
| Top R&B/Hip-Hop Albums (Billboard)   | 46      |

### Синглы
| 1999 | «Quiet Storm»           | 35 | 17 |
| 1999 | «It’s Mine» (feat. Nas) | 71 | 25 |
| 2000 | «U.S.A. (Aiight Then)»  | 95 | 36 |

### Итоговые годовые чарты (синглы)
| 1999 | «Quiet Storm» | 97 |

## Сертификации

### Альбом
| Регион | Сертификация | Продажи    |
| --- | ------------ | ---------- |
| США (RIAA) | Платиновый   | 1,000,000^ |
| * Данные о продажах приведены только на основе сертификации. ^ Данные о тиражах приведены только на основе сертификации. |              |            |